# Shantideva
Shantideva (von Shanti: innerer Friede und Deva; Sanskrit: Śāntideva; Geburtsname: Shantivarman; auch: Bhusuku; tibetisch auch: zhi ba lha; 7./8. Jahrhundert) war nach buddhistischer Überlieferung ein Königssohn aus Südindien, der in der ersten Hälfte des achten Jahrhunderts lebte und Mönch im Großkloster Nalanda wurde.
Shantideva gilt u. a. als Verfasser der beiden Werke „Bodhicharyavatara“ (Eintritt in den Weg der Erleuchtung) und des „Shikshasamuccaya“ (Sammlung der Regeln), die die Lebensführung und Ethik eines Bodhisattva thematisieren.
Besonders das Bodhicharyavatara zählt zu den „Klassikern“ des Mahayana-Buddhismus.

## Herkunft und Bedeutung
Gemäß der Überlieferung wurde Shantideva in Saurastra – nördlich von Bodhgaya – als Sohn des Königs Kussalavarman und der Königin Vajrayogini geboren. Er gilt einerseits als erster König der bengalischen Deva-Dynastie (ca. 750 – 850), die in Samatata regierte und deren Hauptstadt Devaparvata war, andererseits als buddhistischer Meister, der völlig jenseits von Karma und Kleshas stehe, unsterblich sei und zu den „84 Mahasiddhas“ gehöre. Im tibetischen Buddhismus wird gelehrt, er habe durch tantrische (Vajrayana) Praxis auf Manjushri Verwirklichung erlangt und ein Schüler, der sich vertrauensvoll an Shantideva wende, könne auch heute noch von ihm betreut werden. Als buddhistischer Acharya wurde Shantideva gemäß der Überlieferung in den „Fünf großen Wissensgebieten“ – Vinaya, Prajnaparamita, Abhidharma, Madhyamaka und Pramana (vgl. Nyaya) – unterrichtet. Er soll sich besonders der Fürsorge von Schutzbedürftigen und Armen gewidmet haben. Ein bekanntes Zitat aus dem „Bodhicharyavatara“ ist:

„Für jene, die eine Insel suchen,
sei ich eine Insel,
für jene, die Licht brauchen,
sei ich ein Licht,
für jene, die eine Liegestatt brauchen,
sei ich ein Bett,
und für alle, die einen Diener wünschen,
sei ich ihr Diener!“

Um das Leben Shantidevas ranken sich viele hagiographische Legenden, in denen er zumeist durch Demonstration „besonderer Fähigkeiten“ (Sanskrit: Siddhi) andere Menschen zum Buddhismus bekehrt. Davon unabhängig kann die Bedeutung des „Bodhicharyavatara“ im kulturellen und zeitgeschichtlichen Kontext der indischen Literatur kaum hoch genug eingestuft werden. Es wurde zu einem der wichtigsten Texte der Mahayana-Literatur, der für praktizierende Buddhisten von allergrößter Wichtigkeit war und ist. Man kann sagen, dass unter all den religiösen Schriften in der Überlieferung des Mahayana-Buddhismus die den Entwicklungsweg eines Bodhisattva skizzieren, Shantidevas „Eintritt in den Weg der Erleuchtung“ und Nagarjunas „Kostbarer Kranz“ die beiden Basistexte sind. Für Gelehrte und Philosophen markiert das neunte Kapitel (Weisheit; Sanskrit: Prajna) einen wichtigen Beitrag zur Entwicklung der buddhistischen Philosophie vom „Mittleren Weg“ (Sanskrit: Madhyamaka). Bis heute gilt das zehnte und letzte Kapitel (Widmung) als besonders glühender Ausdruck tiefreligiösen Empfindens in der Literatur des Mahayana-Buddhismus. Der letzte Vers des zehnten Kapitels lautet:

„Ihm, durch dessen Güte mein Geist nur Gutes gebiert:
Manjushri bezeige ich Verehrung.
Ihnen, durch deren Güte meine Qualitäten sich entfalten:
Diesen geistigen Lehrern bezeige ich ebenfalls Verehrung.“

## Leben

### Kindheit
Im Alter von sechs Jahren lernte Shantideva einen Yogi kennen, der ihn in die Meditationspraxis des Yidams Manjushri einweihte. Üblicherweise hatte jede Familie zu jener Zeit und Gegend einen „Hausheiligen“ und in der Familie Shantidevas war dies seit Generationen Manjushri – auch bekannt als Bodhisattva des Wissens und des Lernens. Als Resultat der Meditationsübung hatte Shantideva Visionen von Manjushri und soll dazu in der Lage gewesen sein, direkt von ihm Belehrungen zu erhalten.
Später soll Shantideva noch bei Meister Ashvagosh 12 Jahre lang eine besondere Manjushri Praxis ausgeführt haben, sowie die Erklärungen der 3 Körbe erhalten und Verwirklichung erlangt haben.

### Inthronisation
Am Abend vor Shantidevas Inthronisation sollte ihm traditionsgemäß heißes Wasser über den Kopf gegossen werden. Als er darüber klagte, entgegnete ihm seine Mutter, dass er als König viele Menschen bestrafen müsse und er dann die daraus resultierenden negativen Folgen in den Höllenbereichen (siehe auch Sechs Daseinsbereiche) zu erleiden habe.
In der Nacht erschien Shantideva im Traum Manjushri. Dieser berührte ihn am Kopf und erklärte ihm, dies sei sein Thron, und nicht der Thron Shantidevas. Am Tag darauf soll Shantideva das Leben als Königssohn hinter sich gelassen haben.

### Entstehung des Bodhicharyavatara
„Ich habe nichts zu sagen, was nicht schon zuvor gesagt worden ist,

Und habe keinerlei Talent zum Schreiben von Versen

Und obwohl ich noch nicht mal daran denke, anderen zu helfen

Habe ich dies verfasst, um meinen eigenen Geist zu gewöhnen.“

Eine der bekanntesten Legenden zum Leben Shantidevas ist die Geschichte zur Entstehung des „Bodhicharyavatara“ in Nalanda.
Nachdem Shantideva lange außerhalb der gewöhnlichen Gesellschaft gelebt habe wurde er von Shinadeva als Bhikshu in Nalanda aufgenommen, wo er von den anderen Bhikshus als eine Art Taugenichts gesehen wurde, der nur schlief und aß, und sich auch an den Arbeiten, die für das Kloster zu verrichten waren, nicht beteiligte. Dadurch habe er großen Unwillen in seiner Gemeinschaft erregt, die keine Ahnung von seinen inneren Qualitäten gehabt habe, da er diese nicht gezeigt habe. Um ihrem Ärger Luft zu machen und um ihn zu demütigen, wurde Shantideva dazu aufgefordert, nach Neujahr offizielle Dharmabelehrungen zu geben, in der Erwartung, dass er dies nicht könne.
Der Legende zufolge kam am Abend vor dem Vortrag allerdings Wind auf, der alles reinigte. Shantideva soll daraufhin den bis dahin unbekannten Text des „Bodhicharyavatara“ aus dem Stegreif vorgetragen haben.
Als er zum 9. Kapitel über Weisheit kam, stieg er laut der Legende in den Himmel auf, während er die Versammlung der Mönche weiter belehrte.
Beim 10. Kapitel Widmung soll er den Blicken entschwunden sein, und man habe nur noch seine Stimme hören können.
Danach habe Shantideva Nalanda verlassen. Obwohl er nicht nach Nalanda zurückgekehrt sei, habe er Diskrepanzen bezüglich seiner Lehren geklärt, indem er auf Schriftstücke verwiesen habe, die er in seinem Zimmer über dem Türbalken in Nalanda gelassen habe.

„„Die Lebensführung zur Erleuchtung“
habe ich gründlich verfasst.
Dank dieser guten Tat mögen alle Wesen
ihr Leben zur Erleuchtung führen.“

### Weitere Legenden
„Solange der unermeßliche Raum Bestand hat

und solange noch empfindende Wesen da sind,

möge auch ich ausharren,

um das Elend der Welt zu verringern.“

- Als eine Gegend im Süden Indiens von Banditen terrorisiert wurde, die Dörfer niederbrannten und ausraubten, soll Shantideva dazu in der Lage gewesen sein, eine magische Scheinarmee zu manifestieren. Dies beeindruckte die Banditen so, dass sie zu Buddhisten wurden.
- Im westlichen Teil Magadas[12] soll Shantideva eine Gruppe von 500 oder 5000 Rishis, die auf Almosen angewiesen und eines Tages vom Hunger bedroht waren, mit einer einzigen Schale Reis versorgt haben. Daraufhin konvertierten alle zum Buddhismus.
- Als eine Dürreperiode und Hungersnot in Magada herrschte, soll Shantideva kraft seines Segens das Getreide so vervielfacht haben, dass alle zu essen hatten. Die Menschen bekehrten sich daraufhin zum Buddhismus.
- Nachdem Shantideva Minister und Leibwächter des Königs von Madaga geworden war, missgönnten andere Minister ihm diese Stellung. Sie behaupteten, dass Shantideva den König nicht schützen könne, denn er habe nur ein Holzschwert. Daraufhin verlangte der König, dass alle ihre Schwerter zeigen sollten. Shantideva weigerte sich jedoch. Der König aber beharrte mit Nachdruck darauf das Schwert zu sehen, worauf Shantideva unter der Voraussetzung einwilligte, dass nur allein der König das Schwert sehen dürfe. Als sie allein waren, bat Shantideva den König sein rechtes Auge mit der Hand zu schützen. Daraufhin zog er sein Schwert: das Weisheitsschwert des Manjushri. Das linke Auge des Königs wurde geblendet. Der König entschuldigte sich nun bei Shantideva und wurde geheilt.
- Im Zuge einer Auseinandersetzung darüber, welche Religion im Königreich praktiziert werden solle, trat Shantideva in einem philosophischen Wettstreit gegen den hinduistischen Meister Shankadeva an. Shankadeva sollte durch seine magischen Fähigkeiten ein Mandala des Ishvara manifestieren, Shantideva sollte versuchen, es zu zerstören. Der Legende zufolge erschuf Shankadeva das Mandala durch eine Bewegung im Raum, denn er konnte fliegen. Shantideva soll sich jedoch in ein bestimmtes Samadhi versetzt haben, wodurch er Wind erzeugt habe und somit das Mandala zerstörte. Daraufhin sei Shankadeva ein Schüler Shantidevas geworden.

## Werke
- Shantideva, Ernst Steinkellner (Übers.): Eintritt in das Leben zur Erleuchtung . Diederichs Gelbe Reihe, München 1997, ISBN 3-424-00694-7.
- Shantideva, Diego Hangartner (Übers.): Anleitungen aus dem Weg zur Glückseligkeit. Bodhicaryavatara. O. W. Barth Bei Scherz, 2005, ISBN 978-3-502-61140-0.
- Shantideva, Richard Schmidt (Übers.): Anleitung zum Leben als Bodhisattva. Bodhicaryavatara. Angkor Verlag, Frankfurt 2005, ISBN 3-936018-34-0; docs.google.com (PDF).
- Shantideva, Jobst Koss (Übers.): Die Lebensführung im Geiste der Erleuchtung. Das Bodhisattvacharyavatara. Theseus, 2004, ISBN 3-89620-225-1.
- Śāntideva, Cecil Bendall, W. H. D. Rouse (trans): Śikshā-samuccaya: a compendium of Buddhist doctrine. Compiled by Śāntideva chiefly from earlier Mahāyāna Sūtras. Murray, London 1922; archive.org.
- L. D. Barnett (trans): The Path of light rendered for the first time into Engl. from the Bodhicharyāvatāra of Śānti-Deva: a manual of Mahā-yāna Buddhism. Dutton, New York 1909; archive.org.